# Суховерхова, Светлана Игоревна
Светла́на И́горевна Сухове́рхова (до 2014 — Хорунжая; р. 20 апреля 1992, с. Созоновка, Кировоградский район, Кировоградская область, Украина) — российская волейболистка, нападающая-доигровщица.

## Биография
Светлана Суховерхова (Хорунжая) начала заниматься волейболом в ДЮСШ города Россошь Воронежской области. Первый тренер — А. Г. Сибирко. Профессиональную карьеру начала в 2009 году в команде высшей лиге «Б» «Воронеж», за которую выступала (с годичным перерывом) на протяжении 6 сезонов, пройдя с ней путь до суперлиги чемпионата России. В 2016—2019 играла за челябинский «Метар» (с 2017 — «Динамо-Метар»), кроме периода с февраля по май 2018, в котором на правах аренды выступала за «Липецк-Индезит». В 2019 перешла в «Тулицу», а в 2020 заключила контракт с краснодарским «Динамо». С 2022 выступала за «Липецк», «Минчанку», вьетнамский «Тхайбинь», а в ноябре 2024 перешла во владивостокское «Динамо».
В 2015 и 2017 годах Светлана Суховерхова в составе команды Тамбовского государственного университета становилась победителем первенств Европы среди вузов.

### Клубная карьера
- 2009—2013 —  «Воронеж» (Воронеж);
- 2013—2014 —  «Обнинск» (Обнинск);
- 2014—2016 —  «Воронеж» (Воронеж);
- 2016—2018 —  «Метар»/«Динамо-Метар» (Челябинск);
- 2018 —  «Липецк-Индезит» (Липецк);
- 2018—2019 —  «Динамо-Метар» (Челябинск);
- 2019—2020 —  «Тулица» (Тула);
- 2020—2022 —  «Динамо» (Краснодар);
- 2022—2023 —  «Липецк» (Липецк);
- 2023—2024 —  «Минчанка» (Минск);
- 2024 —  «Тхайбинь» (Тхайбинь);
- с 2024 —  «Динамо» (Владивосток).

## Достижения
- чемпионка Белоруссии 2024.
- победитель розыгрыша Кубка Белоруссии 2023.
- бронзовый призёр розыгрыша Кубка России 2020
- серебряный (2020) и бронзовый (2013) призёр чемпионатов России среди команд высшей лиги «А».